# عبد الله الستري
الشيخ عبد الله بن عباس بن عبد الله بن علي بن عبد الله الستري (1187 هـ - 1267 هـ). هُوَ رَجُل دينْ فَقيهٌ مُحدّث ومُفسّر شيعي بحراني. تَوَلّى إفّتاءَ الْناس وأشّتُهِرْ بالرُجوعِ لهُ لأخذِ الْفتاوى الْشّرعية منهُ في سترة وعُموم الْبَحّرينْ وبَينَ الشيعة في الخليج وذلك بعد وفاة أستاذهُ وَشيخهُ حسين العصفور، وقد لُقّب بِلقب المُقَلّد عِنّدَ أهالي سِترة لإنّحِصَار رُجوعَهُمْ لأخذِ الْفتاوىَ الْشَّرعية منهُ آنذاك. وهو مُوثّق عند كل من ذكره وترجم له، كالبلادي صاحب أنوار البدرين،(1) ومُحمّد علي التاجر، وآغا بزرگ الطهراني، ومحسن الأمين.(2)

## أساتذته
لم يُبيّن في المصادر سوى ثلاثة أسماء للأساتذة الذين تتلمذ عليهم، أو روى عنهم، فقد أشارت المصادر إلى أنّهُ تتلمذ على يد حسين العصفور، وله إجازة منه، وبعد وفاته تتلمذ على ابنه حسن العصفور، بالإضافة إلى أنّه يروي بالإجازة عن أحمد التغلبي الستري.

## تلامذته وتدريسه
يقول البلادي في ترجمته له: ”اشتغل بالدرس وكان يقرر في تهذيب الأحكام وشرح اللمعة والشرائع مثلاً، ورسالته العملية، والقطر، وابن الناظم، بل وحتى الأجرومية على قدر قوابل أولئك الحاضرين ولا تأنف نفسه عن صغير أو كبير“. ومن تلامذته:
| - صالح آل طعان. - أحمد آل طعان. - محمد علي الستري (ابنه). | - عبد الله بن علي الستري. - عبد الله بن أحمد الستري. |

## مؤلفاته
له مؤلفات كثيرة لكنّ أغلبها مخطوط، ومن مؤلفاته:
| - معتمد السائل. هي الرسالة العملية المُوجّهة لعمل مقلديه. - كنز المسائل والمآخذ في شرح المختصر النافع. يقع في خمسة أجزاء في مجلدين. - مُنية الراغبين. في أحكام الطهارة والصلاة. - رسالة في حكم الجهر والإخفات في الأخيرتين وثالثة المغرب. - الخلافيات. - الجوهرة العزيزة. مختصرٌ لكتاب منية الراغبين. - مراثي سيد الشهداء وإمام السعداء. ديوان شعر في رثاء الحسين بن علي بن أبي طالب. | - نزهة الناظرين في تفسير القرآن المبين. وهناك من وصفه بأنّه تفسير مزجي مختصر كما في أنوار البدرين وأعلام الثقافة، وهناك من وصفه بخلاف ذلك كما في عبارة محسن الأمين في أعيانه حيث قال عنه ”نزهة الناظرين في إعراب القرآن وتجويده“. - شرح البهجة المرضية. شرحٌ على كتاب البهجة المرضية للسيوطي في شرحه على ألفيّة ابن مالك في علم النحو. - الرد على الشيخ أحمد الأحسائي. - أجوبة مسائل متفرقة. |

## وفاته ومدفنه

ضريح الستري داخل مسجده بقرية الخارجية الواقعة في جزيرة سترة.

اختلف المُؤرّخون والمُترجمون للستري في تحديد سنة وفاته لكنّ الأشهر والأكثر اعتماداً هو القول بوفاته سنة 1267 هـ، كما صرّح به البلادي، وأيّد ذلك بعض المؤلّفين، كما أيّدت ذلك بعض المصادر التي بينها وبين الستري صلة قرابة، وإلى جانب هذا القول هناك من ذكروا أنّها كانت سنة 1270 هـ كما ذكر ذلك الطهراني في الكرام البررة، ومحسن الأمين في الأعيان. وأبعد الأقوال هو ما تفرّد به المُؤرّخ محمد علي التاجر حيث إدّعى أن وفاة الستري كانت سنة 1302 هـ مُستدلاً على ذلك بأبيات قيلت رثاءً في الستري التي أُرّخت فيها وفاة الستري بقول الشاعر:
واحد الدهر فقدنا أرّخوا *** طُمست - والله - أعلامُ الشريعة
واستبعد الزاكي ذلك،(3) وقال أن التاريخ يمكن حسابه بوجهين؛ الأوّل أن تُحسب جميع حروف الشطر الثاني، مما يقتضي أن تكون سنة الوفاة 1339 هـ لا 1302 هـ، وهو مستبعد تماماً، والوجه الثاني هو أن تُحذف كلمة والله من حساب الحروف، لكونها قسمٌ لا محلّ له من الإعراب هنا، فهو هنا جملة معترضة، فتصير العبارة: طُمست أعلام الشريعة، وحسابها يوافق سنة 1267 هـ.
وأما مدفنه فقد دفن في قريته الخارجية، الواقعة في جزيرة سترة، وهو مزار يزوره الكثير من الشيعة وأهالي تلك المنطقة.

## الهوامش
- 1 - وصفه البلادي صاحب أنوار البدرين كما في ترجمته له: ”كان رحمه الله تعالى من بقايا علماء البحرين الأتقياء الورعين المصطفين الزاهدين العابدين كثير النوافل والصيام والزيارة للأئمة الكرام عليهم أفضل الصلاة والسلام“.[6]
- 2 - أفرد مُحْسن الأمين ترجمة مختصرة للستري في أعيانه وصفه فيها بأنَّهُ ”فقيه محدث“، ثُمّ أورد عدداً من مُصنّفاته وذكر شيئاً من أحواله.[14]
- 3 - وقد توسّع الزاكي في الرد على قول التاجر فقال كما في هامش كتابه: ”ومما يؤكد ذلك أن الشيخ البلادي المولود سنة 1274 هـ يظهر منه أنه لم يدرك زمان المترجم، وذكر بأن خاله الشيخ أحمد بن صالح بن طعان (المولود سنة 1251 هـ) أدرك زمن الشيخ الستري وقرأ عليه قليلاً في علم التوحيد، ولو كانت وفاة المترجم سنة 1302 هـ كما يدعي صاحب المنتظم لم يكن هناك أي معنى لقول صاحب أنوار البدرين بأن الشيخ أحمد بن صالح أدرك زمانه، بل ولكان هو - أي البلادي - نفسه قد أدرك زمان المُترجَم كما لا يخفى“.[11]

## صور

لافتة بداخل الغرفة التي دُفن فيها الستري.لافتة بداخل الغرفة التي دُفن فيها الستري.
المسجد الذي دُفن فيه الستري، ويُعرف باسمه.
ضريح الستري من الداخل.ضريح الستري من الداخل.

المقبرة والمسجد من الخارج.المقبرة والمسجد من الخارج.
صورة للمسجد القديم قبل إعادة بنائه.صورة للمسجد القديم قبل إعادة بنائه.
لافتة بداخل المسجد كُتبت فيها سيرة الستري.لافتة بداخل المسجد كُتبت فيها سيرة الستري.

## وصلات خارجية
- ســنــوات الــجــريــش » الشيخ عبد الله الستري المقلد.